# The Day She Paid
The Day She Paid is een Amerikaanse dramafilm uit 1919 onder regie van Rex Ingram. Het scenario is gebaseerd op het korte verhaal Oats for the Woman (1917) van de Amerikaanse auteur Fannie Hurst. Destijds werd de film in Nederland uitgebracht onder de titel Haar groote dag.

## Verhaal
Marion Buckley is een model uit Manhattan. Ze aarzelt om het huwelijksaanzoek van de rijke weduwnaar Warren Rogers te aanvaarden vanwege een oude affaire met haar werkgever Leon Kessler. Omdat Kessler belooft te zwijgen over de affaire, besluit ze uiteindelijk toch te trouwen met Warren. Op een dag doet Kessler een huwelijksaanzoek aan Ardath, de tienerdochter van Warren. Om Ardath voor een fout te behoeden biecht Marion haar affaire op bij haar man. Warren zet Marion op straat en zij moet de kost verdienen als journaliste. Wanneer Marion erachter komt dat Kessler nog steeds wil trouwen met Ardath, stelt ze hem voor om de plaats in te nemen van haar stiefdochter. Warren heeft hun gesprek gehoord en hij besluit om zijn vrouw vergiffenis te schenken.

## Rolverdeling
| Acteur               | Personage      |
| -------------------- | -------------- |
| Francelia Billington | Marion Buckley |
| Charles Clary        | Warren Rogers  |
| Harry von Meter      | Leon Kessler   |
| Lilian Rich          | Ardath         |
| Nancy Caswell        | Betty          |
| Marcel Drageauson    | Assistent      |